# 26 Волос Вероники
26 Волос Вероники (лат. 26 Comae Berenices), HD 110024 — тройная звезда в созвездии Волос Вероники на расстоянии приблизительно 252 световых лет (около 77 парсек) от Солнца. Видимая звёздная величина звезды — +5,49m. Возраст звезды определён как около 600 млн лет.

## Характеристики
Первый компонент — жёлтый гигант спектрального класса G9IIIb, или K0. Масса — около 2,443 солнечной, радиус — около 7,282 солнечного, светимость — около 41,307 солнечной. Эффективная температура — около 4984 K.
Второй компонент — красный карлик спектрального класса M. Масса — около 174,59 юпитерианской (0,1667 солнечной). Удалён в среднем на 2,014 а.е..
Третий компонент. Орбитальный период — около 972,4 суток.